# Gare du Barrage de l'Oued Fergoug
Ne doit pas être confondu avec Halte du Barrage.
La gare du Barrage de l'Oued Fergoug, est une ancienne gare ferroviaire algérienne située dans la commune de Mohammadia, dans la wilaya de Mascara.

## Situation ferroviaire
Établie à une altitude de 114,330 m, la gare est située au point kilométrique (PK) 100,000 de la ligne d'Oran à Kenadsa, où elle est précédée de l'ancienne halte du Barrage et suivie de l'ancienne gare de Hacine.

## Histoire
La halte porte le nom de barrage de l'oued Fergoug en référence au barrage de Fergoug situé à proximité.
La gare est mise en service le 28 septembre 1879 lors de l'ouverture de l'ancienne ligne à voie étroite de 1 055 mm d'Arzew à Saïda,,.